# Radon (maire du palais)
Pour les articles homonymes, voir Radon (homonymie).
Radon est un aristocrate d'Austrasie, rallié à Clotaire II en 613, et qui devient maire du Palais d'Austrasie.

## Biographie
Radon est issu d'une très puissante famille franque d'Austrasie, où sa famille possède des territoires. En 610, il rejoint Arnoul de Metz, le futur évêque de Metz et futur saint Arnoul, dans son opposition à la reine Brunehaut qui veut rétablir l'impôt foncier, provoquant la colère des grandes familles.
En 613, le roi Thierry II étant mort de dysenterie, Brunehaut s'apprête à redevenir régente. Radon rejoint les rangs de l'opposition avec Pépin de Landen et Arnoul de Metz. Les aristocrates décident d'accorder la couronne à Clotaire II roi de Neustrie, qui deviendrait seul roi des Francs et réunifierait ainsi leur royaume. Le candidat de Brunehaut, le jeune Sigebert II, n'est pas reconnu par les leudes d'Austrasie.
Clotaire II est reconnu seul roi des Francs en 613 ce qui met fin à la guerre civile. Brunehaut lui est livrée, elle sera condamnée à mort la même année.
Radon fait partie des aristocrates qui négocient avec le roi : l'édit de 614 maintient une mairie de Palais en Austrasie qui reste un royaume indépendant même si Clotaire II est roi de Neustrie, d'Austrasie et de Bourgogne. Radon est choisi comme maire du Palais parce qu'il s'est rallié parmi les premiers à Clotaire II, mais aussi parce qu'il est âgé et qu'il a moins d'influence que d'autres, tel Pépin de Landen qui avait été pressenti à ce poste par les aristocrates.
Il meurt vers 620 sans avoir fait d'ombre au roi[réf. nécessaire]. Il est d'abord remplacé par Hugues, avant que Pépin ne devienne lui-même Maire du Palais en 623 à la demande des aristocrates.